# Hoplostelis multiplicata
Hoplostelis multiplicata är en biart som först beskrevs av Smith 1879.  Hoplostelis multiplicata ingår i släktet Hoplostelis och familjen buksamlarbin. Inga underarter finns listade i Catalogue of Life.